# Кучуккој
Кучуккој (Микрохори) је насељено место у општини Драма у периферији Источна Македонија и Тракија, Грчка. Према попису из 2021. године било је 598 становника.
Према бугарском географу и историчару, Василу Канчову, у Кучуккоју је 1900. године живело 50 Словена хришћана. Током Балканских и Првог светског рата село је настрадало и становништво је избегло. Село је обновљено 1923—1924. године када је насељено 112 грчких избегличких породица, којих је на попису из 1928. године било 492.